# لبک (کالیفرنیا)
لبک (به انگلیسی: Lebec) یک منطقهٔ مسکونی در ایالات متحده آمریکا است که در کالیفرنیا واقع شده است. لبک ۳۹٫۷۰۲ کیلومتر مربع مساحت و ۱٬۴۶۸ نفر جمعیت دارد و ۱٬۰۶۱ متر بالاتر از سطح دریا واقع شده است.